# گونه‌های نمادین
گونه‌های نمادین (انگلیسی: The Symbolic Species) کتابی است در سال ۱۹۹۷ توسط انسان‌شناس زیستی ترنس دیکن در مورد خاستگاه زبان. دیکن با ترکیب دیدگاه‌هایی از زیست‌شناسی عصبی، نظریه تکاملی، زبان‌شناسی و نشانه‌شناسی، پیشنهاد می‌کند که زبان، همراه با ظرفیت منحصربه‌فرد انسان برای تفکر نمادین، همراه با مغز تکامل یافته‌است.